# سنت آگوستین بیچ (فلوریدا)
سنت آگوستین بیچ (به انگلیسی: St. Augustine Beach) شهری در شهرستان سنت جانز ایالت فلوریدا است که در سال ۱۹۵۹ بنیان‌گذاری شده‌است. این شهر طبق سرشماری سال ۲۰۱۰ میلادی، ۶٬۱۷۶ نفر جمعیت داشته و مساحت آن نیز ۵٫۰ کیلومتر مربع است.